# 미카키노역
미카키노역(일본어: 三柿野駅)은 일본 기후현 가카미가하라시에 위치한 나고야 철도 가카미가하라선의 철도역이다. 역 번호는 KG 06이며, 상대식 승강장 2면 2선의 구조를 갖춘 지상역이다.

## 타는 곳
| 1 | ■ 가카미가하라선  | 하행 | 신우누마 · 이누야마 방면 |      |
| 1 | ■ 가카미가하라선  | 상행 | 메이테쓰기후 방면        |      |
| 2 | ■ 가카미가하라선  | 하행 | 신우누마 · 이누야마 방면 | 본선 |
| 3 | ■ 가카미가하라 선 | 상행 | 메이테쓰기후 방면        | 본선 |

## 이용 현황
- 2013년 기준 : 4,915명

## 역 주변
- 국도 제21호선
- JR 다카야마 본선 소하라 역
- 일본 항공자위대 기후 기지
- 가카미가하라 시민 회관

## 인접 역
| 나고야 철도 가카미가하라선   | 나고야 철도 가카미가하라선 | 나고야 철도 가카미가하라선             |
| ---------------------------- | -------------------------- | -------------------------------------- |
| 시·종착역                    | □ 뮤 스카이                | 신우누마 IY 17 주부코쿠사이쿠코 방면   |
| KG 07 롯켄 메이테쓰기후 방면 | □ 쾌속 급행 · ■ 급행       | 메이덴카카미가하라 KG 04 신우누마 방면 |
| KG 07 롯켄 메이테쓰기후 방면 | ■ 보통                     | 니짓켄 KG 05 신우누마 방면             |